# Dialeto kuku nyungkal
O dialeto Kuku Nyungkal dialect (também escrito Kuku Nyungkul, Kuku Njunggal, Guugu Nyungkul, Gugu Njunggal, Kuku Njungkul, Kuku Ngungkal) é uma língua aborígine australiana, sendo falada pelo povo Kuku Nyungkal do Extremo Norte de Queensland, na Austrália. É uma variedade de língua guugu yaland ainda falada (embora por menos pessoas do que falam o próprio Kuku Yalanji). A maioria dos falantes hoje vive nas comunidades de Wujal Wujal e de Mossman.
O Livro Vermelho das Línguas Ameaçadas da UNESCO inclui a língua Kuku Nyungkal como parte de uma lista maior de línguas Kuku Yalanji, identificando e listando todas as línguas Kuku Yalanji como um todo como estando "gravemente ameaçadas de extinção".
Em 2020, Kuku Ngungkal era um dos 20 idiomas priorizados como parte do Priority Languages Support Project, realizado pela First Languages Australia e financiado pelo Departamento de Comunicações e Artes. O projeto visa "identificar e documentar línguas criticamente ameaçadas — aquelas línguas para as quais existe pouca ou nenhuma documentação, onde nenhum registro gravação foi feiaa anteriormente, mas onde existem falantes vivos".

## Fonologia

### Vogais
Kuku Nyungkal tem três vogais.
| Vogal | Equivalente em inglês |
| ----- | --------------------- |
| a     | como em f a ther      |
| i     | como em p i t         |
| u     | como em p u t         |

### Consoantes
Kuku Nyungkal tem treze consoantes.
| b | d | j | k | l | m | n | ny | ng | r | rr | w | y |

Todos são pronunciads como seriam em inglês, com o r usado para um r em rolled, como no r "escocês.